# Christoph Ernst (Bühnenbildner)
Christoph Ernst (geb. vor 1978 in Frankfurt am Main) ist ein deutscher Bühnen- und Kostümbildner.

## Leben
Ernst studierte Architektur und Stadtplanung an der Gesamthochschule Kassel. Seit 1998 wirkt er als freier Bühnen- und Kostümbildner in Oper und Schauspiel. Dabei arbeitete er u. a. mit Thirza Bruncken, Michael von zur Mühlen, Katka Schroth, Marcus Lobbes und Markus Heinzelmann. Seine Arbeiten waren am Theater Bonn, am Nationaltheater Mannheim, am Schauspiel Dortmund, am Theater Freiburg, am Theater Basel, am Deutschen Theater Göttingen, am Deutschen Theater Weimar, an der Staatsoper Berlin und am Theater Augsburg zu sehen.

## Bühnenbilder (Auswahl)
- 2011:	Le nozze di Figaro, Bühnenbild und Kostüme, Mainfranken Theater Würzburg
- 2011:	Robert, Bühnenbild und Kostüme, Theater Bonn
- 2012:	Arabella, Bühnenbild und Kostüme, Deutsches Nationaltheater und Staatskapelle Weimar
- 2012:	Lehrstück, Bühnenbild und Kostüme, Staatsoper Unter den Linden Berlin
- 2013:	Così fan tutte, Bühnenbild und Kostüme, Deutsche Oper Berlin
- 2013:	Vanitas, Bühnenbild, Staatsoper Unter den Linden Berlin
- 2013:	Nocturno, Bühnenbild und Kostüme, Theater Bonn
- 2014:	Punch and Judy, Bühnenbild und Kostüme, Staatsoper Unter den Linden Berlin
- 2014:	Medea, Bühnenbild und Kostüme, Theater Bielefeld
- 2014:	Tannhäuser, Bühnenbild und Kostüme, Theater Lübeck
- 2015:	Geschichte, Bühnenbild und Kostüme, Staatsoper Unter den Linden Berlin
- 2015: Die lächerliche Finsternis, Bühnenbild und Kostüme, Theater Augsburg